# NGC 1132
NGC 1132 è una vasta galassia ellittica situata nella costellazione dell'Eridano, a una distanza di circa 323 milioni di anni luce dalla nostra Via Lattea.

## Scoperta
La galassia è stata scoperta il 23 novembre 1827 dall'astronomo britannico John Herschel.

## Descrizione
Secondo lo studio di Mahtessian, NGC 1132 e UGC 2311 (nell'articolo citata come CGCG 0246.9-0105) si trovano nella stessa regione di cielo e formano una coppia di galassie.
NGC 1132 e alcune piccole galassie circostanti sono considerate un "gruppo fossile", risultato della fusione avvenuta in passato in un gruppo di galassie. Questo viene considerato come il prototipo della classe dei gruppi fossili. La sua identificazione come gruppo fossile risale al 1999.
Questo gruppo contiene una enorme quantità di materia oscura e un rilevante quantitativo di gas caldo che ha forti emissioni di raggi X.
La galassia è inoltre circondata da migliaia di ammassi globulari di stelle.

## Supernova
Nel luglio 2024, all'interno di NGC 1132 è stata osservata la supernova SN 2024pbe, classificata di tipo Ib.